# Кое-что о сексе
«Кое-что о сексе» (англ. Denial) — американская комедия 1998 года режиссёра Адама Рифкина, снятая по его собственному сценарию.

## Сюжет
Сюжет фильма вращается вокруг того, как семейная пара (Джоел и Софи) борется с трудностями поддержания моногамных отношений. Для проверки верности они временно расходятся и подвергают себя мучительным искушениям.

## В ролях
| Актёр               | Роль                |
| ------------------- | ------------------- |
| Джонатан Сильверман | Джоел               |
| Лиа Лейл            | Софи                |
| Патрик Демпси       | Сэм                 |
| Кристин Тейлор      | Сэмми               |
| Райан Алозио        | Исаак               |
| Эми Ясбек           | Клаудиа             |
| Джейсон Александер  | Арт Витц            |
| Чарльз Шагесси      | доктор Лайонел Тафт |
| Джессика Ланди      | Бонни               |
| Энджи Эверхарт      | Кэнденс             |
| Адам Рифкин         | Робен               |
| Хадсон Лейк         | Дебора              |
| Джессика Кэпшоу     | Марсия              |

## Отзывы
Фильм получил немногочисленные смешанные отзывы кинокритиков.